# 陳濟生 (中國企業家)
陳濟生（1950年—-）是一位中国企业家。現任北京醫藥股份有限公司董事長。

## 生平
1969年，她在山西运城插队时曾任著名铁姑娘队队长，之後入讀和畢業於中国人民大学对外贸易系，美国佩珀代因大学经济管理，以及中国社会科学院在职研究生，2000年加入北京醫藥股份有限公司工作。
公職方面，她還是北京市人大代表。

## 外部連結
- 搜狐健康 陈济生：中国医药流通业的“旗舰”领航者 （页面存档备份，存于）